# Andrássy-udvar
Az Andrássy út 87–89. szám (Kodály körönd 1.) alatti épületet Kauser József tervezte 1883-ban, de Bukovics Gyula építette fel, 1884-ben. A tér délkeleti sarkában áll, az Andrássy út jobb oldalán (a Hősök tere felé nézve).
Kodály Zoltán egykori földszinti, négyszobás lakásában működik a Kodály Zoltán Emlékmúzeum és Archívum. Kodály életében több világhírű művész megfordult itt, például Yehudi Menuhin.
Itt lakott a 2. emeleten az 1950-es évek közepétől Barcsay Jenő festőművész is. A ház földszintjén működött a 20. század elején a Glück-féle inhalatórium.

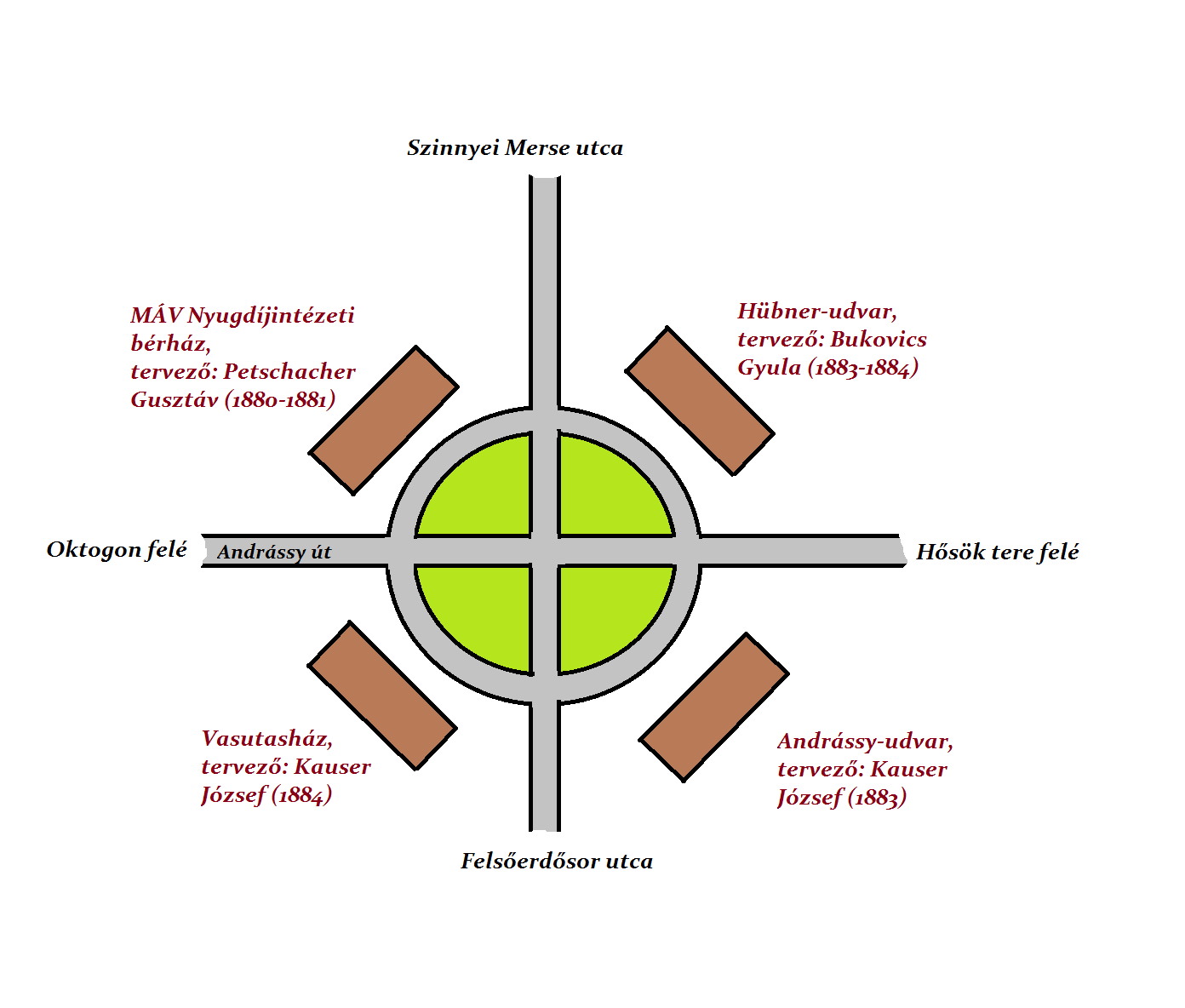
A budapesti Kodály körönd épületeinek térképe